# آمبودیتاوولو
آمبودیتاوولو (به لاتین: Amboditavolo) یک منطقهٔ مسکونی در ماداگاسکار است که در واتومندری واقع شده‌است. آمبودیتاوولو ۸٬۲۲۸ نفر جمعیت دارد.